# Rob Brown (Eishockeyspieler, 1968)
Robert William „Rob“ Brown (* 10. April 1968 in Kingston, Ontario) ist ein ehemaliger kanadischer Eishockeyspieler und -trainer, der während seiner aktiven Karriere zwischen 1983 und 2003 unter anderem 597 Spiele für die Pittsburgh Penguins, Hartford Whalers, Chicago Blackhawks, Dallas Stars und Los Angeles Kings in der National Hockey League auf der Position des rechten Flügelstürmers bestritten hat. Brown feierte im Verlauf seiner Karriere vor allem im Juniorenbereich und in den Minor Leagues zahlreiche Erfolge. Unter anderem wurde er mit der kanadischen U20-Nationalmannschaft im Jahr 1988 Weltmeister dieser Altersklasse und errang mit den Chicago Wolves den Calder Cup.

## Karriere

### Jugend
Rob Brown wurde in Kingston geboren, wuchs allerdings in St. Albert in der Provinz Alberta auf, wo er in seiner Jugend unter anderem für die St. Albert Sabres sowie die St. Albert Saints spielte. 1983 wechselte der Angreifer in die Western Hockey League (WHL) zu den Kamloops Blazers, die im ersten Jahr noch als Kamloops Junior Oilers firmierten, und bei denen er in den folgenden vier Jahren zahlreiche Erfolge feierte. Dazu gehörte der Gewinn der WHL-Meisterschaft um den President’s-Cup 1984 und 1986, die Auszeichnung als bester Scorer (Bob Clarke Trophy) und bester Spieler (Western Conference; WHL Player of the Year) der Liga 1986 und 1987 sowie die Berufung ins WHL First All-Star Team, ebenfalls 1986 und 1987. Darüber hinaus erhielt Brown 1987 mit einem Plus/Minus-Wert von +55 den WHL Plus-Minus Award und wurde als CHL Player of the Year geehrt. In Anbetracht seiner Leistungen hatten sich die Pittsburgh Penguins bereits im NHL Entry Draft 1986 seine Rechte an 67. Position gesichert.

### NHL
Mit Beginn der Saison 1987/88 lief der rechte Flügelstürmer für die Penguins in der National Hockey League (NHL) auf, wobei er bereits im Folgejahr seine mit Abstand beste persönliche Statistik erreichte, als er (an der Seite von Mario Lemieux) auf 115 Scorerpunkte in 68 Spielen kam und zudem ins NHL All-Star Game berufen wurde. Bei in der Folge eher abnehmenden Leistungen gaben ihn die Penguins nach knapp dreieinhalb Spielzeiten im Dezember 1990 an die Hartford Whalers ab und erhielten im Gegenzug Scott Young. Nach nur etwas mehr als einem Jahr transferierten ihn die Whalers allerdings bereits im Januar 1992 zu den Chicago Blackhawks, die im Gegenzug Steve Konroyd nach Hartford schickten. In Chicago verbrachte der rechte Flügelstürmer in seinem zweiten Jahr bereits einige Zeit bei deren Farmteam, den Indianapolis Ice aus der International Hockey League (IHL). Dies sollte in den folgenden zwei Spielzeiten die Regel sein, als er sich jeweils als Free Agent den Dallas Stars bzw. den Los Angeles Kings anschloss und dabei nahezu ausschließlich in der IHL für die Kalamazoo Wings und die Phoenix Roadrunners auf dem Eis stand. In der Minor League zeigte Brown allerdings herausragende Leistungen, so wurde er 1994 bester Scorer (Leo P. Lamoureux Memorial Trophy), bester Spieler (James Gatschene Memorial Trophy) und ins IHL First All-Star Team gewählt, bevor 1995 zumindest die Berufung ins IHL Second All-Star Team folgte.
Anschließend verpflichtete sich Brown 1995 für zwei Jahre den Chicago Wolves aus der IHL, wobei er in beiden Spielzeiten erneut bester Spieler und ins IHL First All-Star Team berufen wurde. In der Folge kehrte er 1997 als Free Agent zu den Pittsburgh Penguins zurück, bei denen er in den kommenden drei Jahren noch über 200 NHL-Spiele absolvierte. Anschließend schloss er sich wieder den Chicago Wolves an, bei denen er seine Karriere ausklingen ließ und in der Saison 2001/02 noch die Meisterschaft der American Hockey League (AHL), in die die Wolves mittlerweile gewechselt waren, und somit den Calder Cup gewann. Brown beendete seine aktive Karriere nach der Spielzeit 2002/03, wobei er insgesamt 597 NHL-Spiele absolviert hatte und dabei auf 464 Scorerpunkte bei 202 Toren gekommen war.
Nach seinem Karriereende war Brown von 2011 bis 2013 kurzzeitig im Trainerstab der Edmonton Oil Kings aus der WHL beschäftigt.

### International
Für sein Heimatland spielte Brown im Rahmen der Junioren-Weltmeisterschaft 1988 in der sowjetischen Landeshauptstadt Moskau. Mit der kanadischen U20-Nationalmannschaft gewann der Stürmer das Turnier und errang damit den Weltmeistertitel der Altersklasse. Zum Goldmedaillengewinn trug Brown in sieben Turnierspielen insgesamt acht Scorerpunkte bei und war hinter Verteidiger Greg Hawgood zweitbester kanadischer Scorer. Unter den acht Scorerpunkten befanden sich sechs Tore, womit er gemeinsam mit Teamkollege Theoren Fleury bester Torschütze der Welttitelkämpfe war.

## Erfolge und Auszeichnungen
| - 1984 President’s-Cup-Gewinn mit den Kamloops Junior Oilers - 1986 President’s-Cup-Gewinn mit den Kamloops Blazers - 1986 Bob Clarke Trophy - 1986 WHL Player of the Year (WHL West; gemeinsam mit Emanuel Viveiros) - 1986 WHL West First All-Star Team - 1987 Bob Clarke Trophy (WHL West; gemeinsam mit Craig Endean) - 1987 WHL Plus-Minus Award - 1987 WHL Player of the Year (WHL West; gemeinsam mit Joe Sakic) - 1987 WHL West First All-Star Team - 1987 CHL Player of the Year | - 1989 Teilnahme am NHL All-Star Game - 1994 Leo P. Lamoureux Memorial Trophy - 1994 James Gatschene Memorial Trophy - 1994 IHL First All-Star Team - 1995 IHL Second All-Star Team - 1996 Leo P. Lamoureux Memorial Trophy - 1996 IHL First All-Star Team - 1997 Leo P. Lamoureux Memorial Trophy - 1997 IHL First All-Star Team - 2002 Calder-Cup-Gewinn mit den Chicago Wolves |

### International
- 1988 Goldmedaille bei der Junioren-Weltmeisterschaft
- 1988 Bester Torschütze der Junioren-Weltmeisterschaft (gemeinsam mit Theoren Fleury)

## Karrierestatistik

### International
Vertrat Kanada bei:
- Junioren-Weltmeisterschaft 1988

(Legende zur Spielerstatistik: Sp oder GP = absolvierte Spiele; T oder G = erzielte Tore; V oder A = erzielte Assists; Pkt oder Pts = erzielte Scorerpunkte; SM oder PIM = erhaltene Strafminuten; +/− = Plus/Minus-Bilanz; PP = erzielte Überzahltore; SH = erzielte Unterzahltore; GW = erzielte Siegtore; 1 Play-downs/Relegation; Kursiv: Statistik nicht vollständig)